# Foley Központi Könyvtár
A Foley Központi Könyvtár a Gonzaga Egyetem campusán, a Gonzaga Stadion közelében található a Washington állambeli Spokane-ben. Az intézmény névadói Ralph E. Foley bíró és felesége, Helen Higgins Foley (Thomas Stephen Foley, a Képviselőház szóvivőjének szülei). A létesítmény a Bing Crosbyról elnevezett, 1957-ben megnyílt könyvtár utódja.
ILLiad néven könyvtárközi kölcsönzési szolgáltatás működik. A könyvtárat három zónára osztották: a pirosban elvárás a teljes csend, a sárgában csak suttogni szabad, míg a zöldben megengedett a normál hangerejű beszéd is.
A különleges gyűjtemények részlegén az egyetemmel, valamint a jezsuita renddel kapcsolatos ritka dokumentumokat őriznek.

## Fordítás
- Ez a szócikk részben vagy egészben  a   Foley Center Library című angol Wikipédia-szócikk ezen változatának fordításán alapul.  Az eredeti cikk szerkesztőit annak laptörténete sorolja fel. Ez a jelzés csupán a megfogalmazás eredetét és a szerzői jogokat jelzi, nem szolgál a cikkben szereplő információk forrásmegjelöléseként.